# Judith présentant la tête d'Holopherne
Pour les articles homonymes, voir Judith et Holopherne.
Judith présentant la tête d'Holopherne – ou Judith et Holopherne – est un tableau réalisé par le peintre italien Mattia Preti en 1655. De format vertical, cette huile sur toile est une peinture religieuse qui illustre un épisode du Livre de Judith, dans l'Ancien Testament. Elle représente Judith présentant la tête décapitée d'Holopherne aux Juifs de Béthulie.
L'œuvre est conservée au musée des Beaux-Arts de Chambéry, à Chambéry, en France. L'établissement comprend également dans ses collections La Mort de Didon, qui est son pendant. Peint pour le vice-roi de Naples, l'ensemble a été légué au musée d'art savoyard par Hector-Voltaire Garriod en 1863.

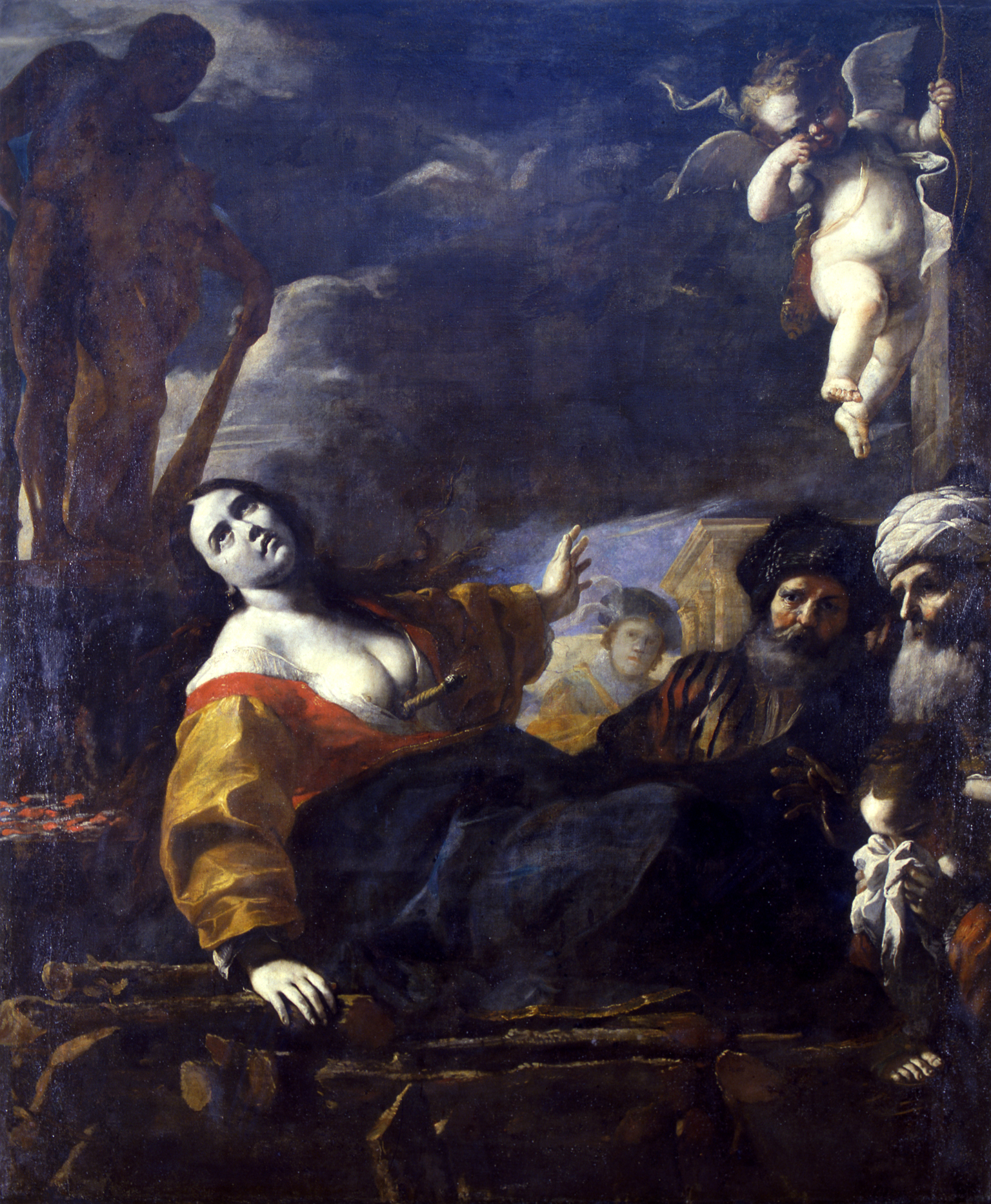
La Mort de Didon, 1655 – Musée des Beaux-Arts de Chambéry, Chambéry.